# Réaux sur Trèfle
Réaux sur Trèfle község Franciaország Új-Aquitania régiójában, Charente-Maritime megyében. Új községként 2016. január 1-jén jött létre három korábbi község: Réaux, Moings és Saint-Maurice-de-Tavernole egyesítésével. Lakosainak száma 773 fő (2022. január 1.).

## Népesség
| Lakosok száma | 821  | 808  | 794  | 781  | 782  | 773  |
|               | 2017 | 2018 | 2019 | 2020 | 2021 | 2022 |